# Wierzbanowska Przełęcz
Wierzbanowska Przełęcz – położona na wysokości 503 m n.p.m. przełęcz w Beskidzie Wyspowym pomiędzy Wierzbanowską Górą (778 m), a Cietniem (829 m). Istnieją tutaj zasadnicze rozbieżności co do definicji tej przełęczy. Dawniej topografowie nazywali Wierzbanowską Przełęczą przełęcz pomiędzy Wierzbanowską Górą a Pasmem Lubomira i Łysiny (obecnie jest to Przełęcz Jaworzyce).
Szeroka i głęboka Przełęcz Wierzbanowa znajduje się w obrębie wsi Wierzbanowa. Przebiega nią dział wodny między zlewnią Krzyworzeki i Stradomki oraz droga wojewódzka nr 964. Na przełęczy oddziela się od niej lokalna droga do Skrzydlnej. Wschodnie zbocza pod przełęczą należą do miejscowości Przenosza, zachodnie do Wierzbanowej. Rejon przełęczy jest odkryty, znajdują się na niej pola uprawne i zabudowania.

## Piesze szlaki turystyczne
przez Ćwilin, Księżą Górę i Grodzisko do Poznachowic Górnych,
i przez Wierzbanowską Górę, Śnieżnicę, Ćwilin, Mogielicę do Szczawy.